# Bedburg
Bedburg település Németországban, azon belül Észak-Rajna-Vesztfália tartományban. Lakosainak száma 24 645 fő (2023. december 31.). Bedburg Titz községgel határos.

## Népesség
A település népességének változása:
| Lakosok száma | 18 720 | 23 037 | 23 531 | 23 531 | 23 867 | 24 302 | 24 645 |
|               | 1975   | 2014   | 2017   | 2019   | 2021   | 2022   | 2023   |